# Martin Pušić
Martin Pušić (Vienna, 24 ottobre 1987) è un ex calciatore austriaco, di ruolo attaccante.

## Biografia
Pušić è nato a Vienna da genitori croati, più precisamente provenienti dalla zona di Spalato.

## Carriera

### Club

#### First Vienna e Admira Wacker Mödling
Dal 1998 al 2002, Pušić ha giocato nelle giovanili dell'Austria Vienna. Nel 2002, è entrato nelle giovanili del First Vienna, formazione in cui ha iniziato la carriera tra gli adulti. Ha giocato un biennio nella Regionalliga, totalizzando 51 presenze e 9 reti in campionato.
Nel 2007 si è trasferito allo Schwadorf, formazione militante nell'Erste Liga. Nel 2008 la squadra è diventata nota come Admira Wacker Mödling. Pušić vi è rimasto in forza per altre due stagioni: in totale, in questo triennio, ha disputato 72 partite di campionato e ha messo a segno 15 reti.

#### Altach
L'8 settembre 2010, Pušić è stato ingaggiato dall'Altach, con un contratto valido fino al termine della stagione, con un'opzione per un ulteriore anno. Ha esordito in squadra il 13 settembre, schierato titolare nella vittoria per 0-2 sul campo dell'Hartberg. Il 15 ottobre ha realizzato la prima rete, nella vittoria casalinga per 4-2 contro il First Vienna. Ha chiuso la stagione con 16 presenze e 4 reti.

#### Hull City
A luglio 2011, Pušić ha sostenuto un provino con la formazione inglese dell'Hull City, che ha poi portato alla firma di un contratto annuale con i Tigers. Ha debuttato con questa maglia nella sfida contro il Macclesfield Town, valida per la Football League Cup 2011-2012: l'Hull City è uscito sconfitto per 0-2. Il 1º ottobre ha disputato il primo incontro nella Championship, nella vittoria per 2-1 sul Cardiff City. Il 9 gennaio 2012, Pušić ha lasciato il club dopo aver giocato 3 partite in squadra, a causa di alcuni problemi fisici.

#### Vålerenga
Il 19 febbraio 2012, Pušić si è aggregato ai norvegesi del Vålerenga per sostenere un provino. Un mese più tardi, il 19 marzo, ha firmato un contratto annuale con il club. Ha esordito nell'Eliteserien in data 25 marzo, subentrando a Veigar Páll Gunnarsson nel successo per 2-1 sull'Haugesund, realizzando la rete della vittoria in favore della sua squadra. È rimasto in squadra fino ad agosto 2012, totalizzando 17 presenze e 3 reti con questa casacca.

#### Fredrikstad
Il 30 agosto 2012 è passato al Fredrikstad: il giocatore si è legato alla nuova squadra con un contratto valido fino al termine della stagione, con opzione per un prolungamento. Il 1º settembre ha debuttato in squadra, realizzando una rete nella vittoria per 1-2 sul campo del Lillestrøm. Nel corso di questa porzione di stagione, ha realizzato 5 reti in 10 partite. Il Fredrikstad è però retrocesso nella 1. divisjon e Pušić si è svincolato.

#### Brann
Il 17 gennaio 2013, Pušić ha firmato un contratto valido per i successivi due anni e mezzo con il Brann, trasferendosi nel nuovo club a parametro zero. Il giocatore ha scelto la maglia numero 9. Ha esordito con questa maglia in data 16 marzo, schierato titolare nella vittoria per 3-1 contro il Vålerenga. Il 26 maggio ha realizzato la prima rete in campionato con questa maglia, nella vittoria per 3-1 sul Sarpsborg 08. Ha chiuso la stagione con 29 presenze e 13 reti, tra campionato e coppa.

#### Esbjerg
Il 16 gennaio 2014 ha firmato un contratto triennale con i danesi dell'Esbjerg. Ha esordito con questa maglia in data 20 febbraio, trovando la rete nella sconfitta per 1-3 contro la Fiorentina, in una sfida valida per l'Europa League 2013-2014. Il 24 febbraio ha debuttato nella Superligaen, trovando anche il primo gol nella massima divisione locale nel successo per 2-1 sul Nordsjælland.

#### Midtjylland
Il 2 febbraio 2015 si è trasferito al Midtjylland, firmando un contratto valido per i successivi tre anni. Ha esordito in squadra il 23 febbraio successivo, schierato titolare nel successo casalingo per 3-0 sull'Odense. Il 1º marzo successivo ha siglato la prima rete in squadra, attraverso cui ha contribuito al pareggio per 1-1 sul campo del Brøndby. Rimasto in squadra fino al mese di gennaio 2017, ha totalizzato...

#### Sparta Rotterdam
Il 28 gennaio 2017 è passato ufficialmente agli olandesi dello Sparta Rotterdam, con la formula del prestito.

#### Copenaghen
Il 26 agosto 2017, il Copenaghen ha annunciato d'aver ingaggiato Pušić, con un contratto annuale: ha scelto di vestire la maglia numero 23.

### Nazionale
Pušić è stato convocato dall'Austria under 20 che si stava preparando in vista del mondiale di categoria del 2007. In questo periodo, ha giocato una partita amichevole con questa selezione, ma non è stato poi convocato per la rassegna. Diversi anni dopo, al momento del passaggio all'Esbjerg, Pušić ha manifestato la propria volontà di giocare per la Croazia al campionato del mondo 2014. Non è stato però convocato.

## Statistiche

### Presenze e reti nei club
Statistiche aggiornate al 3 luglio 2017.
| Stagione                     | Club                         | Campionato                   | Campionato | Campionato | Coppe nazionali | Coppe nazionali | Coppe nazionali | Coppe continentali | Coppe continentali | Coppe continentali | Supercoppe | Supercoppe | Supercoppe | Totale | Totale |
| Stagione                     | Club                         | Comp                         | Pres       | Reti       | Comp            | Pres            | Reti            | Comp               | Pres               | Reti               | Comp       | Pres       | Reti       | Pres   | Reti   |
| ---------------------------- | ---------------------------- | ---------------------------- | ---------- | ---------- | --------------- | --------------- | --------------- | ------------------ | ------------------ | ------------------ | ---------- | ---------- | ---------- | ------ | ------ |
| 2005-2006                    | First Vienna                 | RL                           | 24         | 4          | CA              | ?               | ?               | -                  | -                  | -                  | -          | -          | -          | 24+    | 4+     |
| 2006-2007                    | First Vienna                 | RL                           | 27         | 5          | CA              | ?               | ?               | -                  | -                  | -                  | -          | -          | -          | 27+    | 5+     |
| Totale First Vienna          | Totale First Vienna          | Totale First Vienna          | 51         | 9          |                 | ?               | ?               |                    | -                  | -                  |            | -          | -          | 51+    | 9+     |
| 2007-2008                    | Admira Wacker Mödling        | EL                           | 25         | 4          | CA              | ?               | ?               | -                  | -                  | -                  | -          | -          | -          | 25+    | 4+     |
| 2008-2009                    | Admira Wacker Mödling        | EL                           | 24         | 7          | CA              | ?               | ?               | -                  | -                  | -                  | -          | -          | -          | 24+    | 7+     |
| 2009-2010                    | Admira Wacker Mödling        | EL                           | 23         | 4          | CA              | ?               | ?               | -                  | -                  | -                  | -          | -          | -          | 23+    | 4+     |
| Totale Admira Wacker Mödling | Totale Admira Wacker Mödling | Totale Admira Wacker Mödling | 72         | 15         |                 | ?               | ?               |                    | -                  | -                  |            | -          | -          | 72+    | 15+    |
| set. 2010-2011               | Altach                       | EL                           | 15         | 4          | CA              | 1               | 0               | -                  | -                  | -                  | -          | -          | -          | 16     | 4      |
| 2011-gen. 2012               | Hull City                    | FLC                          | 2          | 0          | FACup+CdL       | 0+1             | 0               | -                  | -                  | -                  | -          | -          | -          | 3      | 0      |
| mar.-ago. 2012               | Vålerenga                    | ES                           | 16         | 3          | CN              | 1               | 0               | -                  | -                  | -                  | -          | -          | -          | 17     | 3      |
| ago.-dic. 2012               | Fredrikstad                  | ES                           | 10         | 5          | CN              | -               | -               | -                  | -                  | -                  | -          | -          | -          | 10     | 5      |
| 2013                         | Brann                        | ES                           | 27         | 9          | CN              | 2               | 4               | -                  | -                  | -                  | -          | -          | -          | 29     | 13     |
| gen.-giu. 2014               | Esbjerg                      | SL                           | 12         | 5          | CD              | -               | -               | UEL                | 2                  | 1                  | -          | -          | -          | 14     | 6      |
| 2014-gen. 2015               | Esbjerg                      | SL                           | 17         | 8          | CD              | ?               | ?               | UEL                | 3                  | 1                  | -          | -          | -          | 20+    | 9+     |
| Totale Esbjerg               | Totale Esbjerg               | Totale Esbjerg               | 29         | 13         |                 | ?               | ?               |                    | 5                  | 2                  |            | -          | -          | 34+    | 15+    |
| gen.-giu. 2015               | Midtjylland                  | SL                           | 16         | 8          | CD              | -               | -               | -                  | -                  | -                  | -          | -          | -          | 16     | 8      |
| 2015-2016                    | Midtjylland                  | SL                           | 25         | 13         | CD              | 0               | 0               | UCL+UEL            | 4+8                | 1+1                | -          | -          | -          | 37     | 15     |
| 2016-gen. 2017               | Midtjylland                  | SL                           | 12         | 2          | CD              | 1               | 0               | UEL                | 6                  | 0                  | -          | -          | -          | 19     | 2      |
| Totale Midtjylland           | Totale Midtjylland           | Totale Midtjylland           | 53         | 23         |                 | 1               | 0               |                    | 18                 | 2                  |            | -          | -          | 72     | 25     |
| gen.-giu. 2017               | Sparta Rotterdam             | ED                           | 14         | 6          | CO              | -               | -               | -                  | -                  | -                  | -          | -          | -          | 14     | 6      |
| ago. 2017-gen. 2018          | Copenaghen                   | SL                           | 6          | 0          | CD              | 1               | 0               | UEL                | 3                  | 0                  | -          | -          | -          | 10     | 0      |
| gen.-giu. 2018               | Aarhus                       | SL                           | 0          | 0          | CD              | -               | -               | -                  | -                  | -                  | -          | -          | -          | 0      | 0      |
| Totale                       | Totale                       | Totale                       | 289        | 87         |                 | 6+              | 4+              |                    | 23                 | 4                  |            | -          | -          | 318+   | 95+    |